# الصاروخ واي جيه-18
 الصاروخ واي جيه-18 (YJ-18)، صاروخ صيني، جوال مضاد للسفن وللهجوم البري.

## الوصف
تعتقد وزارة الدفاع الأمريكية أن وأي جيه-18 مشابه للطائرة الروسية 3M-54 Klub ، مع وضع رحلات دون سرعة الصوت وهجوم طرفي أسرع من الصوت ؛  يُنسب للصاروخ مدى 290 ميل بحري (330 ميل؛ 540 كـم) ،  مما يمنحها حلقة تهديد تبلغ 264,200 ميل بحري مربع (349,900 ميل2؛ 906,000 كـم2). يعتقد بعض المحللين الغربيين أن وأي جيه-18 هي نسخة من 3M-54E ، بمدى إبحار يبلغ 180 كيلومتر (110 ميل؛ 97 nmi) بسرعة 0.8 ماخ ونطاق العدو 40 كيلومتر (25 ميل؛ 22 nmi) بسرعة ماخ 2.5 إلى 3.0 ؛  تزعم مصادر أخرى أن البديل الذي يتم إطلاقه من الغواصات له نطاق 500 كيلومتر (310 ميل؛ 270 nmi) بسرعة نهائية تبلغ 2 ماخ أثناء الطيران على ارتفاع طرفي منخفض مقارنة بالطائرة الروسية Kalibr / Klub. يمكن إطلاق الصاروخ من أنظمة إطلاق عمودية ، 
وربما من أنابيب طوربيد غواصة.  تزعم وسائل الإعلام الصينية أن الصاروخ لديه نظام توجيه بالقصور الذاتي يستخدم بيانات نظام BeiDou للملاحة عبر الأقمار الصناعية ، ويحمل 300 كيلوغرام (660 رطل) رأس حربي شديد الانفجار أو رأس حربي مضاد للإشعاع لتدمير الأجهزة الإلكترونية على المدى القصير. 
نشر YJ-18 على متن المدمرة من النوع 052D ومن النوع 055 . يتم حملها بالفعل بواسطة غواصة هجوم نووي من فئة Shang II مزودة بخلايا VLS ، ومن فئة يوان (AIP) والغواصات التي تعمل بالديزل والكهرباء من فئة Song ، وقد تكون قادرة على الانتشار في غواصات من فئة كيلو .  يمكن للنسخة الأرضية أن تصل لمدي 400 كيلومتر (250 ميل؛ 220 nmi) أسرع من سرعة الصوت من منصات أطلاق YJ-62 الساحلية. 
صواريخ مماثلة
- 3M-54 كلوب
- براهموس
- بي-800 أونيكس
- بيرسيوس (صاروخ)
- 3M-54 كاليبر